# 1935 (numero)
Millenovecentotrentacinque (1935) è il numero naturale dopo il 1934 e prima del 1936.

## Proprietà matematiche
- È un numero dispari.
- È un numero composto da 12 divisori: 1, 3, 5, 9, 15, 43, 45, 129, 215, 387, 645, 1935. Poiché la somma dei suoi divisori (escluso il numero stesso) è 1497 < 1935, è un numero difettivo.
- È un numero nontotiente in quanto dispari e diverso da 1.
- È un numero palindromo nel sistema di numerazione binario e nel sistema posizionale a base 13 (B5B).
- È un numero ondulante nel sistema posizionale a base 13.
- È un numero di Smith nel sistema numerico decimale.
- È un numero congruente.
- È un numero malvagio.
- È parte delle terne pitagoriche (88, 1935, 1937), (1032, 1935, 2193), (1161, 1548, 1935), (1204, 1935, 2279), (1935, 2436, 3111), (1935, 2580, 3225), (1935, 4420, 4825), (1935, 4644, 5031), (1935, 8208, 8433), (1935, 8600, 8815), (1935, 13800, 13935), (1935, 14448, 14577), (1935, 23072, 23153), (1935, 24924, 24999), (1935, 41580, 41625), (1935, 43516, 43559), (1935, 69324, 69351), (1935, 74872, 74897), (1935, 124800, 124815), (1935, 208008, 208017), (1935, 374420, 374425), (1935, 624036, 624039), (1935, 1872112, 1872113).

## Astronomia
- 1935 Lucerna è un asteroide della fascia principale del sistema solare.

## Astronautica
- Cosmos 1935 è un satellite artificiale russo.